# Laurențiu Ciornei
Laurențiu Ciornei (n. 7 iulie 1968, București) este un cercetător și expert român în domeniul biodiversității, cu o pregătire academică multidisciplinară. În prezent, el coordonează Departamentul de Biodiversitate Silvică al Centrului de Biodiversitate al Academiei Române și este conferențiar universitar la Facultatea de Științe Sociale, Umaniste și ale Naturii/Universitatea Hyperion.
În ultimii cinci ani, a publicat numeroase articole științifice și cărți de specialitate, inclusiv lucrările „Apostolii pădurii. Mari personalități ale silviculturii din România” (2024) și „Evaluarea economică a ecosistemelor forestiere” (2023). Este coautor al lucrării „Cartarea Ecosistemelor Naturale și Seminaturale Degradate”, care a obținut, în 2020, premiul „Gheorghe Ionescu-Șișești” din partea Academiei Române. În 2022, Laurențiu Ciornei a fost inițiator și coordonator al unui proiect finanțat de Primăria Municipiului București (”Ghid de management al spațiilor verzi și al parcurilor din București”).

## Biografie

### Studii
Doctor în economie, licențiat în silvicultură și drept, Laurențiu Ciornei are studii aprofundate în managementul mediului, dezvoltare durabilă, leadership și psihopedagogie. De asemenea, a urmat cursuri avansate de jurnalism (Universitatea din Zurich/Elveția), ecologie urbană (Universitatea Lund/Suedia), metode de cercetare științifică (Universitatea din Londra/Marea Britanie) și economie narativă (Universitatea Yale/SUA).

### Experiență profesională
Între 14.02.1993 – 30.11.2011 a fost jurnalist la Evenimentul zilei, iar din 2013-2016 a fost director de marketing la revista Economistul.Drept
Laurențiu Ciornei este, de asemenea, președintele fondator al Asociației „Alianța Pentru Pădure” și un susținător activ al conservării pădurilor și biodiversității din România, implicându-se în proiecte importante precum ”Pădurea Campionilor”, refacerea ecologică a Biorezervației Naturale din Constanța și crearea primului muzeu dedicat pădurii din România, la Râșnov.

## Premii
În ultima perioadă, Laurențiu Ciornei a fost recompensat pentru activitatea sa cu numeroase premii naționale și internaționale, printre care Premiul de Excelență pentru „Contribuții Majore la Conștientizarea Importanței Pădurii”/Guvernul României (2022), Premiul „Gheorghe Ionescu-Șișești” al Academiei Române (2020), Premiul de Excelență (2022, 2023, 2024) al Federației Române de Canotaj și Premiul Special Nespresso Talents pentru filmul „Chemarea Pădurii” (2020).  

## Alte referințe
- Romeo Chiriac (23.03.2020) - Laurențiu Ciornei – Sensei în jurnalism, shogun al pădurilor
- ForestMania (23.02.2023) - Interviu cu Laurențiu Ciornei, de la Alianță Pentru Pădure: „Sunt prea mulți decidenți lipsiți de viziune”
- Mihai Enescu (17.01.2024) – De la julnalism la silvicultură
- #Rezist Oana Stănciulescu (26.08.2024)
- Plantăm Fapte Bune. Evaluarea economică a activelor și serviciilor ecosistemice. (19.07.2021)